# Leopold von Trauttenberg
Freiherr Leopold von Trauttenberg, auch Leopold von Trautenberg, (* 15. Juli 1761 in Koslau, Mähren; † 3. Januar 1814 in Bern) war ein österreichischer General.

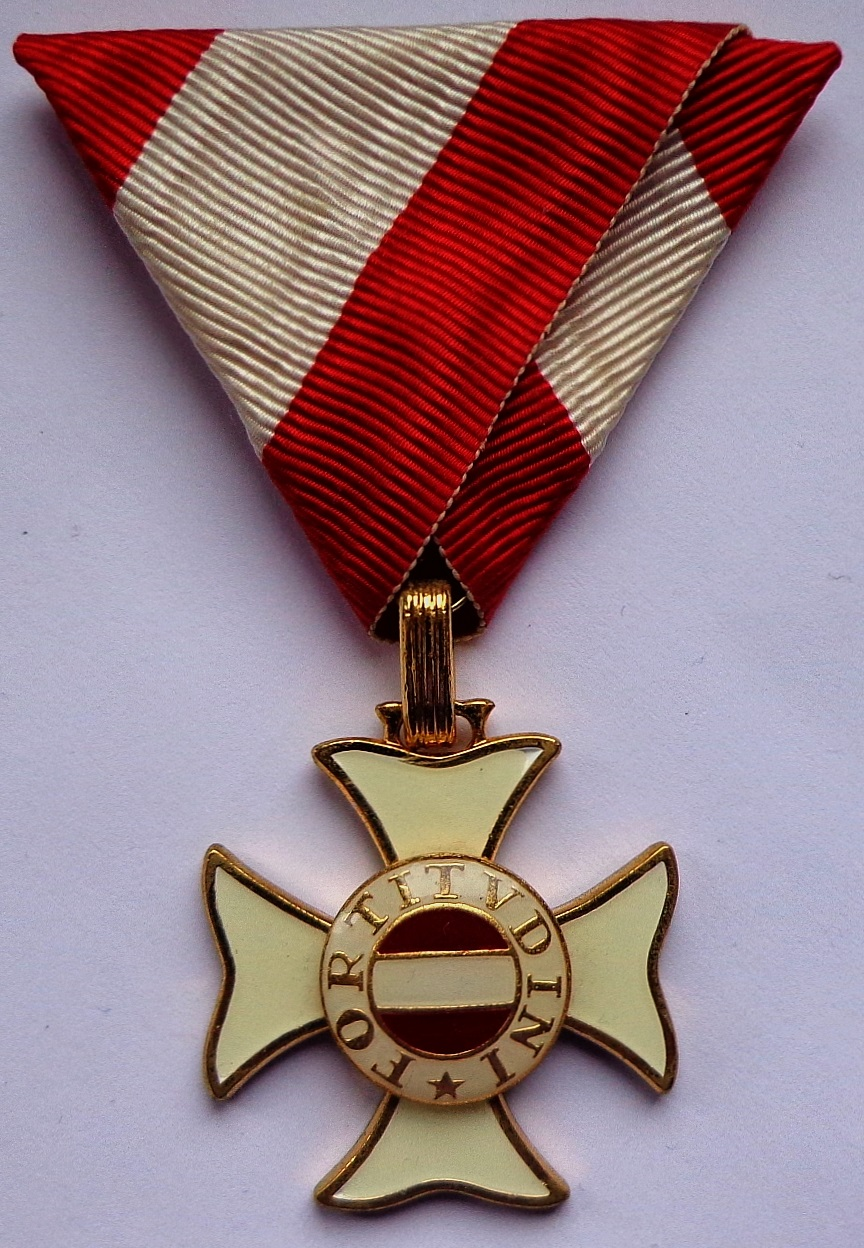
Ritterkreuz des Militär-Maria-Theresien-Ordens

Trauttenberg entstammte dem egerländischen Zweig der fränkischen Adelsfamilie Trautenberg. Bei Beginn des Bayerischen Erbfolgekrieges 1778 trat er als Kadett in das Infanterieregiment „Preiß“ (Nr. 24) der österreichischen Armee ein. Im Ersten Koalitionskrieg setzte sich Trauttenberg im Gefecht von Codroipo am 16. März 1797 als Hauptmann an die Spitze zweier Infanteriebataillone, deren Offiziere ausgefallen waren, stellte die Gefechtsordnung wieder her und rettete damit den Oberkommandierenden Erzherzog Karl vor der Gefangennahme. Er wurde dafür mit dem Maria-Theresien-Orden ausgezeichnet, verbunden mit der Erhebung in den Freiherrenstand, und zum Major befördert.
Während des Zweiten Koalitionskrieges geriet Trauttenberg im April 1799 bei Magnano als Oberstleutnant in Gefangenschaft, wurde bald ausgewechselt und für besondere Tapferkeit bei Kämpfen um Terbigo im November zum Oberst befördert. Im Jahre 1800 übernahm er das Kommando seines alten Regimentes „Preiß“. Einen Anfang 1803 in den unteren Volksschichten Wiens entstandenen Krawall unterdrückte er eher mit Umsicht als Gewalt.
Im Jahre 1807 zum Generalmajor ernannt, kommandierte Trauttenberg im Feldzug gegen das Herzogtum Warschau im April 1809 eine Infanteriebrigade am Schluss der Heereskolonne. Am Tag der Schlacht von Raszyn begann die Brigade erst am frühen Nachmittag von Tarczyn ihren Marsch zum 15 Kilometer nördlich gelegenen Schlachtfeld. In den Abendstunden stieß sie zu der auf dem rechten Flügel vor dem Fluss Utrata angestauten Truppenmasse, ohne einen Schuss abgegeben zu haben. In der Nacht zum 2. Mai 1809 verlor ein Regiment seiner Brigade unter dem Kommando Baillet de Latours (Nr. 63) durch einen nächtlichen Bajonettangriff der Polen unter General Sokolnicki bei der Vernichtung des österreichischen Weichsel -Brückenkopfes gegenüber Góra Kalwaria zwei Drittel seines Bestandes.

Jahrgangsabzeichen „Freiherr von Trauttenberg“ der Theresianischen Militärakademie in Wiener Neustadt

Ende 1811 zum Feldmarschallleutnant ernannt, kommandierte Trauttenberg im Russlandfeldzug Napoleons die 2. Bayrisch-Österreichische Division. In der Schlacht bei Hanau am 30. Oktober 1813 wurde das Pferd Trauttenbergs ihm unter dem Leib erschossen, wobei er eine schwere Kontusion erlitt. Noch nicht vollständig genesen, inspizierte er im Dezember 1813 Lazarette in der Schweiz. In Bern infizierte er sich dabei und verstarb nach wenigen Tagen.
Der Ausmusterungsjahrgang 2014 hat Trauttenberg zu seinem Namenspatron erwählt, er musterte am 27. September 2014 aus.